# Благородный разбойник Владимир Дубровский
«Благоро́дный разбо́йник Влади́мир Дубро́вский» — приключенческая мелодрама по роману Александра Пушкина «Дубровский». Расширенная 4-серийная телеверсия под названием «Дубровский» имеет продолжительность 256 минут.

## Сюжет
Владимир Дубровский приезжает в поместье к отцу, у которого давно идет тяжба с соседом — деспотичным помещиком Троекуровым. Судебная тяжба завершается полным разорением, а затем и смертью отца. Дубровский решается на месть, но влюбляется в дочь Троекурова Машу и не хочет более причинить зло дому, в котором живёт его возлюбленная. А позже Маша принуждённо выходит замуж за князя Верейского. Дубровский со своими разбойниками пропадает бесследно.

## В ролях
- Михаил Ефремов — Владимир Андреевич Дубровский
- Марина Зудина — Мария Кирилловна Троекурова
- Владимир Самойлов — Кирила Петрович Троекуров, отец Марии
- Кирилл Лавров — Андрей Гаврилович Дубровский, отец Владимира
- Анатолий Ромашин — князь Верейский
- Виктор Павлов — Антон Пафнутьевич Спицын, помещик, знакомый Троекурова
- Владимир Конкин — Шабашкин, заседатель в суде, один из подхалимов Троекурова
- Андрей Смоляков — Тимоха
- Геннадий Фролов — Гришка
- Михаил Матвеев — Никифор
- Георгий Бурджанадзе — «Душегуб» Лаврушка
- Ян Хвилер — Саша Троекуров, сын Кириллы Петровича
- Михаил Голубович — Василий Иванович, приказчик
- Валентина Ананьина — Егоровна, нянька
- Юрий Прокопович — гость Троекурова
- Ольга Егорова — Катерина, крепостная девка
- Владимир Шакало — Архип, кузнец
- Михаил Матвеев — Парамошка, псарь Троекурова
- Михаил Долгополов — Петька
- Пётр Солдатов — Антон, кучер
- Виктор Мирошниченко — Харитон
- Владимир Ильин — лекарь
- Лев Перфилов — управитель
- Игорь Ефимов — Тарас Алексеевич, исправник
- Надежда Самойлова — Анна Савишна Глобова, помещица, соседка Троекурова
- Владимир Горохов — Алексей, гость Троекурова
- Владимир Кулешов — лакей Троекурова
- Александр Пономарёв — француз
- Максим Крылович — рыжий мальчик
- Александр Беспалый — исправник
- Дмитрий Андриевский — Павлуха
- Наталья Крачковская — гостья Троекурова
- Николай Корноухов — судебный исполнитель
- Анатолий Соловьёв — гость Троекурова
- Александр Лойе — Ваня, дворовый мальчишка
- Пётр Юрченков-старший — разбойник
- Валера Канищев — разбойник

## Съёмочная группа
- Авторы сценария:
  - Оскар Никич
  - Евгений Григорьев
- Режиссёр: Вячеслав Никифоров
- Оператор: Эдуард Садриев
- Художник: Владимир Дементьев
- Композитор: Андрей Петров
- Звукорежиссёр: Сергей Чупров

## Отличия от книги
Одним из значимых персонажей второго плана в первых двух сериях расширенной версии кинофильма выступает придворный каратель крестьян Троекурова — Лаврушка (в кинокартине он называется древнерусским словом кат, означающим убийца или «палач»), в итоге жестоко избитый двумя сбежавшими в разбойники крестьянами — братьями Тимофеем и Парамоном. В самом романе Пушкина нет даже намёка на подобного персонажа, хотя все остальные «развлечения» Кирилы Петровича (например, запирание гостей в клетке с медведем) в фильме показаны подробно. Кроме того, в оригинале отсутствует и эпизод с показом портретов героев Отечественной войны 1812 года крепостными вышивальщицами.